# اشتور ۳۳۹۳
سیارک ۳۳۹۳ (به انگلیسی: 3393 Stur، نامگذاری:1984WY1) سه هزار و سیصد و نود و سومین سیارک کشف شده‌است که در ۲۸ نوامبر ۱۹۸۴ کشف شد.
قدر مطلق سیارک برابر ۱۲٫۸۰ است.